# Аюбов, Шохрудди Абубакарович
Шохрудди́ Абубака́рович Аю́бов (род. 24 июня 1981, Бено-Юрт, Чечено-Ингушская АССР) — российский чеченский борец классического стиля, призёр чемпионатов России, обладатель и призёр Кубка мира, призёр всероссийских и международных турниров, мастер спорта России международного класса. Член сборной команды страны в 2010-2013 годах.

## Биография
Родился 19 марта 1988 года в селе Бено-Юрт Надтеречного района Чечено-Ингушской АССР. В 1989 году переехал в Омск. После окончания школы поступил в Сибирский государственный университет физической культуры и спорта. Во время учёбы в университете начал заниматься греко-римской борьбой. На третьем курсе перевёлся в Российскую Академию физкультуры, выпускником которой впоследствии стал.

## Спортивные результаты
- Чемпионат России по греко-римской борьбе 2006 года — ;
- Чемпионат России по греко-римской борьбе 2008 года — ;
- Чемпионат России по греко-римской борьбе 2009 года — ;
- Гран-при Ивана Поддубного 2011 — ;
- Гран-при Ивана Поддубного 2012 — ;
- Чемпионат России по греко-римской борьбе 2012 года — ;
- Чемпионат России по греко-римской борьбе 2013 года — ;
- Гран-при Ивана Поддубного 2013 — ;

## Семья
У Аюбова три младших брата. Бекхан и Алихан Аюбовы также занимаются греко-римской борьбой, являются мастерами спорта. Бекхан работает тренером. Алихан Аюбов является призёром первенства страны.